# Денис Мењшов
Денис Николајевич Мењшов (рус. Денис Николаевич Меньшов; 25. јануар 1978) је бивши руски професионални бициклиста у периоду од 2000. до 2013. Мењшов је освојио Ђиру д’Италију 2009. упркос тешком паду на последњој етапи километар испред циља. 2007. је освојио Вуелта а Еспању, док је Тур де Франсу два пута завршавао на подијуму. Каријеру је завршио 2013. а 2014. су му поништени резултати на Тур де Франсу у задње три сезоне.

## Јуниорска каријера
Мењшов је почео јуниорску каријеру 1995. и прве сезоне је освојио трку за јуниоре у Атини и трку мира. 1997. је освојио трку Путевима краља Николе, у Црној Гори, уз две етапне победе, а освојио је у етапу на Туру Словачке.
Године 1998, је остварио две победе, а 1999. четири, од којих је најважнија освајање трке Вуелта Албасете.

## Професионална каријера

### Почетак каријере
Мењшов је професионалну каријеру почео 2000. у шпанском тиму Банесто. Прве сезоне није остварио победу, а завршио је трећи на националном првенству. Прву победу остварио је 2001. освојио је Тур Авенир трку. 2002. је освојио етапу на Дофине либереу (сада Критеријум Дофине) и возио је Тур де Франс по први пут, завршио га је на 95 месту.
Године 2003, је освојио Критеријум Навара и етапу на Вуелта кастиља Леон трци, Тур де Франс је завршио на 11 месту и освојио је класификацију за најбољег младог возача. 2004. је освојио етапу на Вуелти Арагон, Париз—Ници и Вуелта а Еспањи и освојио је прву велику трку, Тур Баскијске земље. Возио је и Тур де Франс, али га је напустио током етапе 13.

### 2005–2010.
Уговор са тимом Банесто истекао му је у септембру 2004. и прешао је у холандски Рабобанк, где је био лидер уз Левија Лајпхамера. Био је лидер тима на Тур де Франсу 2005. али завршио је на 85 месту. На Вуелта а Еспањи, Мењшов је победио на хронометру на првој етапи, а затим је победио и на деветој етапи и био је лидер. На етапи 15, изгубио је много времена од Роберта Ераса и завршио је Вуелту на другом месту. Ерасу је победа одузета због допинга и приписана је Мењшову, али је 2012. враћена Ерасу. Мењшов је освојио класификацију комбинације.
Године 2006, је остварио две победе, освојио је етапу на Критеријуму Дофине и на Тур де Франсу. На Туру, Мењшов је након победе на етапи 11, преузео треће место, али је у задњој недељи, у Алпима, изгубио време и пао је на шесто место. Након одузимања победе Флојду Ландису због допинга, Мењшову је припало пето место. Вуелта а Еспању је напустио током етапе 11.
Године 2007, је почео трећим местом на Вуелта Каталонији, где је освојио класификацију по поенима и једну етапу. Тур де Франс је напустио током етапе 17, дан након што је његов сувозач и дотадашњи лидер, Мајкл Расмусен, избачен са Тура и отпуштен из Рабобанка. На Вуелта а Еспањи, победио је на десетој етапи, а добрим вожњама у трећој недељи, освојио је Вуелту, уз брдску и класификацију комбинације.
Године 2008, није остварио ниједну победу. Возио је први пут Ђиро д’Италију и завршио је на петом месту. Тур де Франс је завршио на четвртом месту, а након поништавања резултата Бернарду Кохлу због допинга, Мењшов је званично освојио треће место. Након Тура, завршио је шести на класику Сан Себастијан. На Олимпијским играма 2008., друмску трку је завршио на 60 месту.
2009. је почео победом на Вуелта Мурсији. На Вуелта кастиља Леон трци освојио је друго место, а на Туру Швајцарске је завршио на 11 месту. На Ђиро д’Италији, победио је на етапама 5 и 11, а на хронометру на задњој етапи, пао је на километар до циља, али је сачувао мајицу и освојио је Ђиро 41 секунди испред Данила Ди Луке. У класификацији по поенима Мењшов је завршио иза Ди Луке, али је Ди Лука био позитиван на допингу и поништени су му резултати, па је тако Мењшов освојио и класифијацију по поенима. Тур де Франс завршио је на 51 месту.
Године 2010, је освојио друга места на Вуелта Мурсији и на Туру Швајцарске. На Тур де Франсу, Мењшов је првобитно завршио трећи, иза Алберта Контадора и Ендија Шлека, а у фебруару 2012. Контадору је победа одузета због допинга и Мењшову је припало друго место. У јулу 2014. одузето му је друго место због допинга.

### 2011.
Године 2011, Мењшов је прешао у тим Геокс, где су му сувозачи били Карлос Састре и Хуан Хосе Кобо. Сезону је почео трећим местом на Вуелта Мурсији, а Тур Швајцарске завршио је на 14 месту, након чега је био лидер тима на Ђиро д’Италији, где је завршио на осмом месту.
Тим Геокс није био врлд тур тим и није добио вајлд кард за Тур де Франс, упркос томе што је Мењшов био један од великих фаворита. Завршио је пети на трци у Остернику, у Аустрији, а затим је возио Вуелта а Еспању. Мењшов је почео Вуелту као тимски лидер, али је Кобо био јачи и Мењшов је радио за њега. На крају је завршио пети, а Кобо је освојио Вуелту.

### 2012–2013.
На крају 2011. Мењшов је прешао у руски професионални тим, Каћушу и фокус му је био на Тур де Франс. Сезону је почео четвртим местом на Вуелта Андалузији, на Вуелта Каталонији је завршио на 11 месту и освојио је национално првенство. Тур де Франс је почео добро, осмим местом на прологу, али је због проблема са здрављем завршио тек на 15 месту. На Олимпијским играма у Лондону, Мењшов је возио и друмску и трку на хронометар. Друмску трку је завршио на 98 месту, а трку на хронометар на 20 месту.
Због великог искуства, возио је Вуелта а Еспању, као помоћник Хоакима Родригеза, који је на крају завршио трећи. Мењшов је завршио на 54 месту, уз победу на етапи 20, када је одспринтао Ричија Порта.
Године 2013, је почео у Португалу, завршио је четврти на Волта Алгарве. Париз—Ницу је завршио на 14 месту. План је био да вози Ђиро д’Италију, али је пре Ђира повредио колено и објавио је да завршава каријеру.

## Допинг
У јулу 2014. UCI је објавио да је Мењшов суспендован због допинга и поништени су му резултати остварени на Тур де Франсу 2009. 2010 и 
2012.
Дана 22. јануара 2015. USADA је образложила одлуку тиме што се доказало да је Мењшов користио трансфузију крви током Тур де Франса 2005.